# Воинское кладбище № 110 (Бинарова)
Воинское кладбище № 110 — Бинарова (пол. Cmentarz wojenny nr 110 - Binarowa) — воинское кладбище, находящееся в окрестностях села Бинарова, Горлицкий повят, Малопольское воеводство. Кладбище входит в группу Западногалицийских воинских захоронений времён Первой мировой войны. На кладбище похоронены военнослужащие Австро-Венгерской и Российской армий, погибшие во время Первой мировой войны в мае 1915 года.

## История
Кладбище было построено Департаментом воинских захоронений К. и К. военной комендатуры в Кракове в 1914 году по проекту австрийского архитектора Ганса Майра. На кладбище площадью 333 квадратных метра находятся 13 братских и одна индивидуальная могил, в которых похоронены 224 австрийских и 326 русских солдат.

## Описание
Военный некрополь занимает отдельный квартал на старом приходском кладбище. Кладбище имеет т-образную форму. Центральным памятником кладбища является расположенный в центре оригинальный, сохранившийся до нашего времени, крест с надписью «1915». На кладбище также расположено несколько небольших каменных стел. Первоначально кладбище было огорожено металлической цепью, стянутой между каменными столбами. Подобное оформление кладбища было использовано Гансом Майром на кладбище № 69 в Пшегонине. В настоящее время сохранились только кольца на столбах.
В настоящее время некрополь находится в плохом состоянии.

## Источник
- Oktawian Duda: Cmentarze I wojny światowej w Galicji Zachodniej. Warszawa: Ośrodek Ochrony Zabytkowego Krajobrazu, 1995. ISBN 83-85548-33-5.
- Roman Frodyma Galicyjskie Cmentarze wojenne t. I Beskid Niski i Pogórze (Okręgi I—IV), Oficyna Wydawnicza «Rewasz», Pruszków 1998.